# Grêmio Foot-Ball Porto Alegrense
Grêmio Foot-Ball Porto Alegrense (ofte blot Grêmio) er en brasiliansk fodboldklub hjemmehørende i Porto Alegre.

## Titler
Internationale
- Intercontinental Cup (1): 1983

Kontinentale
- Copa Libertadores: (3) 1983, 1995, 2017

- Recopa Sudamericana: (2) 1996, 2018

Nationale
- Campeonato Brasileiro Série A: (2) 1981, 1996

- Copa do Brasil: (5) 1989, 1994, 1997, 2001, 2016

- Supercopa do Brasil: (1) 1990

- Campeonato Brasileiro Série B: (1) 2005

Statsmesterskaber
- Campeonato Gaúcho: (38) 1921, 1922, 1926, 1931, 1932, 1946, 1949, 1956, 1957, 1958, 1959, 1960, 1962, 1963, 1964, 1965, 1966, 1967, 1968, 1977, 1979, 1980, 1985, 1986, 1987, 1988, 1989, 1990, 1993, 1995, 1996, 1999, 2001, 2006, 2007, 2010, 2018, 2019 2021, 2022

## Tidligere fodboldspillere
- Anderson
- Ronaldinho
- Lucas Leiva
- Mário Jardel
- Emerson
- Douglas Costa
- Elano

| Fodbold | Spire Denne artikel om en fodboldklub er en spire som bør udbygges. Du er velkommen til at hjælpe Wikipedia ved at udvide den. |

29°58′26″S 51°11′42″V / 29.9740266°S 51.1949496°V